# Perlička na dně
Perlička na dně je kniha českého spisovatele Bohumila Hrabala, poprvé vydaná v roce 1963. Jedná se o sbírku povídek, ve kterých autor zobrazuje svět svých vzpomínek, dojmových obrazů a pozorování ze života. Hrabalův charakteristický styl vyprávění je plný poetických obrazů, jemného humoru a melancholie. Kniha je považována za jedno z jeho nejvýznamnějších děl a získala velkou popularitu jak v Československu, tak i v zahraničí.

## Děj

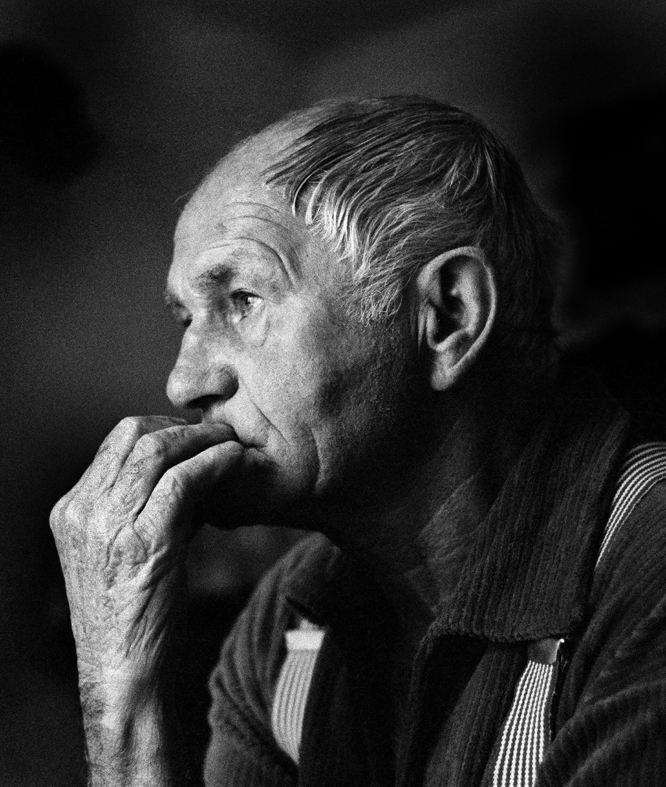
Bohumil Hrabal

Perlička na dně od Bohumila Hrabala je sbírka povídek, ve které se každá povídka soustředí na různé postavy. Každý příběh je samostatný, s postavami, které přicházejí a odcházejí. Na několika stránkách se o nich čtenář dozví téměř vše, co lze zjistit z obyčejného rozhovoru. Hrabal jejich příběhy představuje ve 12 povídkách, jako jsou například Večerní kurs, Staré zlaté časy, Křtiny, Miláček, Fádní odpoledne, Baron Prášil, Smrt pana Baltisberga a další.  

### Večerní kurs
Povídka Večerní kurs se odehrává v Praze, kde se mladý muž učí řídit motocykl pod dohledem instruktora pana Fořtíka. Instruktor vyjadřuje nespokojenost s pokroky svého žáka, který má problémy se zvládáním pravidel křižovatek a udržováním motocyklu pod kontrolou. Žák popisuje své zážitky s motorkami, vzpomíná na jízdy se svým otcem a na různé kuriózní situace, které při tom zažili. Instruktor přesto věří, že se žák nakonec naučí jezdit správně. Příběh končí instruktorovým optimistickým závěrem a pokračováním výuky.

### Fádní odpoledne
Tato povídka popisuje obyčejné odpoledne v hospodě, kde se objeví tajemný mladík. Tento mladík si sedne, objedná si cigarety a pivo, a pak celé hodiny jen čte, pije a kouří, aniž by vnímal okolní svět. Mezitím se v hospodě scházejí fotbaloví fanoušci, kteří se připravují na zápas a diskutují o šancích svého týmu. Postupně se k nim přidává starý štamgast Jupa a další neznámý host, kteří spolu vedou nostalgické hovory o minulých fotbalových hráčích a zápasech. Mladík však stále pokračuje ve čtení, aniž by se nechal vyrušit, což vyvolává u štamgastů posměch i rozčarování nad mladou generací.

## Interpretace
Jiří Holý vnímal Perličku na dně jako proměnu reality do bizarní, napůl imaginativní podoby, a to prostřednictvím vypravěčovy básnické zainteresovanosti. V pozadí přitom zůstává člověk, který je moderní průmyslovou společností degradován do pozice pouhé funkce či abstrakce – podobně jako u Čapkova Hordubala, Vančurova Pekaře Jana Marhoula nebo Páralovy Soukromé vichřice.

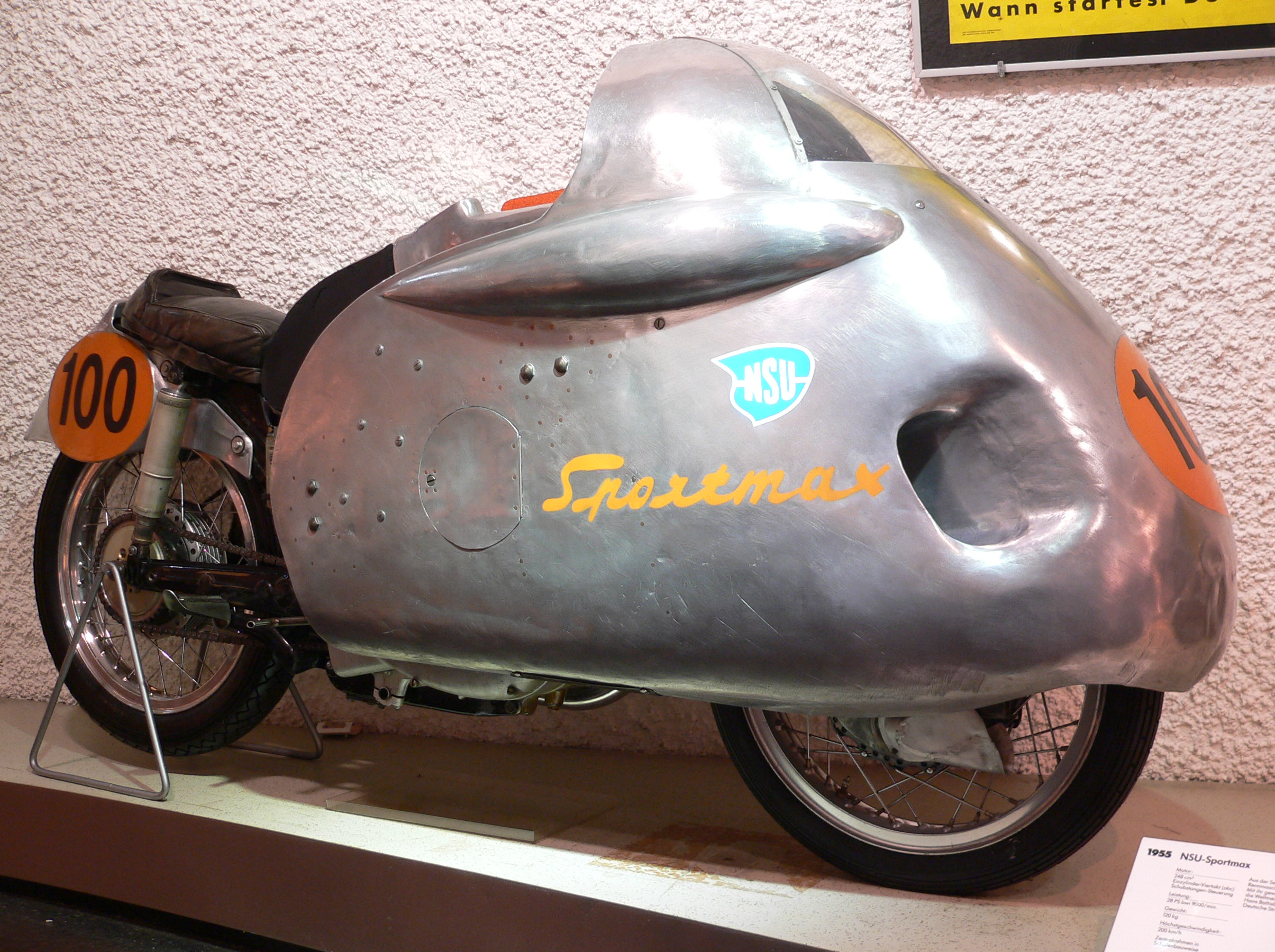
Motorka NSU Sport Max

Obsah sbírky se proti původním záměrům značně proměnil. Tomáš Mazal v článku „Deset tisíc teček“ pro čtenářský zpravodaj Nymburský pábitel napsal: „Původní kniha povídek nesla název ‚Skřivánek na niti‘. Po dlouhé době sbírka vyšla pod nynějším názvem. Došlo i k obsahové změně. Z původních jedenácti povídek šest přešlo do prvního vydání ‚Perličky na dně‘, další tři pak do prvního vydání ‚Pábitelů‘, zbývající dvě povídky byly Hrabalem zcela přepracovány. Když tedy po dlouhé době čekání přišel konečně signální výtisk ‚Perličky na dně‘, s hrůzou se v redakci zjistilo, že namísto typu motorky ‚NSU Sport Max‘ je v deseti tisících již vytištěných exemplářů na straně 58 uvedeno chybně ‚NSU Sport Marx‘. To bylo samozřejmě zavádějící, dvojsmyslné.“
Sbírka vyšla v lednu 1963, obsahuje však i některé starší texty. Rychle se dočkala adaptace. Romana Macháčková napsala pro informační zpravodaj Literka: „Leden 1963 – Některé z příběhů byly uveřejňovány postupně už od roku 1959 v různých časopisech a periodikách, např. Host do domu, Kulturní tvorba, Květy, Literární noviny nebo Plamen. Hrabalova díla velmi přitahují filmaře, a tak i dvě povídky z této knihy se dočkaly adaptace a v roce 1965 se staly součástí filmu s názvem Perličky na dně (Smrt pana Baltisbergra – režie J. Menzel; Podvodníci – režie J. Němec).“
Sbírka je kladně přijímána také v zahraničí. Alessandro de Vito, majitelem italského nakladatelství Miraggi, v rozhovoru s Radimem Kopáček pro Lidovky.cz uvedl: „Obvykle máme náklad dva tisíce výtisků. Hrabala jsme vytiskli tři tisíce. Je sice pravda, že Hrabal slavil v Itálii největší úspěch před dvaceti lety, ale autor jeho formátu má pozornost čtenáře i recenzenta zajištěnou i dnes. Noviny La Stampa jí nyní věnovaly celé čtyři tiskové strany! Hrabal je snad největší český spisovatel dvacátého století a zjištění, že jeho prvotina není přeložena do italštiny, bylo pro nás jako sen.“